# All We Know of Heaven, All We Need of Hell
All We Know of Heaven, All We Need of Hell è il secondo album in studio del gruppo rock statunitense PVRIS, pubblicato nel 2017.

## Tracce
1. Heaven – 4:14
2. Half – 4:30
3. Anyone Else – 4:36
4. What's Wrong – 4:59
5. Walk Alone – 5:13
6. Same Soul – 3:47
7. Winter – 3:47
8. No Mercy – 3:59
9. Separate – 4:19
10. Nola 1 – 3:39

## Formazione
- Lyndsey Gunnulfsen – voce, chitarra, batteria, percussioni, piano, organo, programmazioni
- Alex Babinski – chitarra
- Brian MacDonald Jr. – basso